# Шаровка (Крым)
Шаро́вка  (до 1948 года Беш-Ходжа́; укр. Шарівка, крымскотат. Beş Qoca, Беш Къоджа) — исчезнувшее село в Советском районе Республики Крым, располагавшееся на севере района, в степном Крыму, примерно у северо-западной окраины современного села Некрасовка.

## История
Первое документальное упоминание села встречается в Камеральном Описании Крыма… 1784 года, судя по которому, в последний период Крымского ханства Бакаджак входил в Кучук Карасовский кадылык Карасъбазарскаго каймаканства. После присоединения Крыма к России (8) 19 апреля 1783 года, (8) 19 февраля 1784 года, именным указом Екатерины II сенату, на территории бывшего Крымского Ханства была образована Таврическая область и деревня была приписана к Левкопольскому, а после ликвидации в 1787 году Левкопольского — к Феодосийскому уезду Таврической области. После Павловских реформ, с 1796 по 1802 год, входила в Акмечетский уезд Новороссийской губернии. По новому административному делению, после создания 8 (20) октября 1802 года Таврической губернии, Беш-Коджа был включён в состав Урускоджинской волости Феодосийского уезда.
По Ведомости о числе селений, названиях оных, в них дворов… состоящих в Феодосийском уезде от 14 октября 1805 года, в деревне Беш-коджа числилось 5 дворов и 72 жителя. На военно-топографической карте генерал-майора Мухина 1817 года деревня Беш коджа обозначена с 15 дворами. После реформы волостного деления 1829 года Беш Кадана, согласно «Ведомости о казённых волостях Таврической губернии 1829 года», отнесли к Бурюкской волости (переименованной из Урускоджинской). На карте 1836 года в деревне 16 дворов. Затем, видимо, вследствие эмиграции крымских татар в Турцию, деревня опустела, и на карте 1842 года Беш-Коджа обозначен условным знаком «малая деревня» (это значит, что в нём насчитывалось менее 5 дворов).
В 1860-х годах, после земской реформы Александра II, деревню приписали к Шейих-Монахской волости. Согласно «Списку населённых мест Таврической губернии по сведениям 1864 года», составленному по результатам VIII ревизии 1864 года, Беш-Коджа — владельческая татарская деревня с 10 дворами, 32 жителями и мечетью при колодцах. По обследованиям профессора А. Н. Козловского начала 1860-х годов, в селении «кроме солонцеватой воды из колодцев глубиною 2—4 сажени (от 4 до 8,5 м) другой воды не имеется». На трёхверстовой карте Шуберта 1865—1876 года деревня Сеш Коджа обозначена с 4 дворами. По «Памятной книге Таврической губернии 1889 года», по результатам Х ревизии 1887 года, вместе в двух деревнях Бешходжа и Кырк числилось 49 дворов и 288 жителей. По «…Памятной книжке Таврической губернии на 1892 год» в безземельной деревне Бешкоджа, не входившей ни в одно сельское общество, было 94 жителя, у которых домохозяйств не числилось.
После земской реформы 1890-х годов деревню приписали к Андреевской волости. По «…Памятной книжке Таврической губернии на 1900 год», в деревне Бешходжа, входившей в Айкишское сельское общество, числилось 464 жителя в 73 дворах. По Статистическому справочнику Таврической губернии. Ч.II-я. Статистический очерк, выпуск пятый Феодосийский уезд, 1915 год, в селе Беш-Ходжа Андреевской волости Феодосийского уезда числилось 50 дворов (6 дворов с землёй, 44 — безземельные) с татарским населением в количестве 219 человек приписных жителей и 35 — «посторонних», из которых 130 мужчин и 124 женщины. Жители владели 2040 десятинами удобной земли. В хозяйствах имелось 118 лошадей, 44 вола, 49 коров и 400 голов мелкого скота.
После установления в Крыму Советской власти, по постановлению Крымревкома № 206 «Об изменении административных границ» от 8 января 1921 года была упразднена волостная система и село вошло в состав Ичкинского района Феодосийского уезда, а в 1922 году уезды получили название округов. 11 октября 1923 года, согласно постановлению ВЦИК, в административное деление Крымской АССР были внесены изменения, в результате которых округа были отменены, Ичкинский район упразднили, включив в состав Феодосийского в состав которого включили и село. Согласно Списку населённых пунктов Крымской АССР по Всесоюзной переписи 17 декабря 1926 года, в селе Беш-Ходжа, Кульчоринского сельсовета (в котором село состояло всю дальнейшую историю) Феодосийского района, числилось 44 двора, из них 44 крестьянских, население составляло 188 человек, из них 168 татар, 20 русских, действовала татарская школа I ступени (пятилетка). Постановлением ВЦИК «О реорганизации сети районов Крымской АССР» от 30 октября 1930 года Феодосийский район был упразднён и был создан Сейтлерский район (по другим сведениям 15 сентября 1931 года), в который включили село, а, с образованием в 1935 году Ичкинского — в состав нового района. По данным всесоюзная перепись населения 1939 года в селе проживал 261 человек.
В 1944 году, после освобождения Крыма от фашистов, согласно Постановлению ГКО № 5859 от 11 мая 1944 года, 18 мая крымские татары были депортированы в Среднюю Азию. 12 августа 1944 года было принято постановление № ГОКО-6372с «О переселении колхозников в районы Крыма» и в сентябре 1944 года в район приехали первые новоселы (180 семей) из Тамбовской области, а в начале 1950-х годов последовала вторая волна переселенцев из различных областей Украины. С 25 июня 1946 года селение в составе Крымской области РСФСР. Указом Президиума Верховного Совета РСФСР от 18 мая 1948 года, Беш-Ходжу (или Бешходжу) переименовали в Шаровку. 26 апреля 1954 года Крымская область была передана из состава РСФСР в состав УССР. Указом Президиума Верховного Совета УССР «Об укрупнении сельских районов Крымской области», от 30 декабря 1962 года Советский район был упразднён и село присоединили к Нижнегорскому. 8 декабря 1966 года Советский район был восстановлен и село вновь включили в его состав. Ликвидирована в период с 1968 года, когда Шаровка ещё записана в составе Некрасовского сельсовета и по 1977 год, когда село уже значилось в списках упразднённых.

### Динамика численности населения
| - 1805 год — 72 чел. - 1864 год — 32 чел. - 1889 год — 288 чел. - 1892 год — 94 чел. | - 1900 год — 464 чел. - 1915 год — 219/35 чел. - 1926 год — 188 чел. - 1939 год — 261 чел. |